# Мода на блискавичник

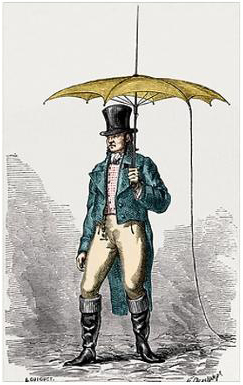
Парасолька з блискавичником

Мода на блискавичник — явище, що набуло буму в Європі кінця вісімнадцятого століття після того як Бенджамін Франклін винайшов блискавичник. Капелюхи для дам та парасольки для джентльменів, що містили вбудований металевий дріт, були найбільш популярними у Франції, особливо в Парижі. Концепція, відповідно, надихнула моду, полягала у тому, що блискавка вдарить у винайдену Франкліном штуку замість людини, зробивши електроенергію нешкідливою, та відведе через дріт, який волочиться у землю. Перевірена технологія вже певною мірою використовувалася у Франції для захисту дерев'яних будівель, тобто, була прийнятою моделлю захисту, власне і породила таку тимчасову моду серед людей.

## Передумови
Передумовою сприяло винайдення Бенджаміном Франкліном блискавкозахисту в середині XVIII століття для захисту дерев'яних конструкцій від масових пожеж у містах, які спричиняли грози. Застосування блискавкозахисту за межами Європи стало широким майже через 50 років, однак його експерименти зробили електрику модною темою в європейському суспільстві.

## Стилі моди

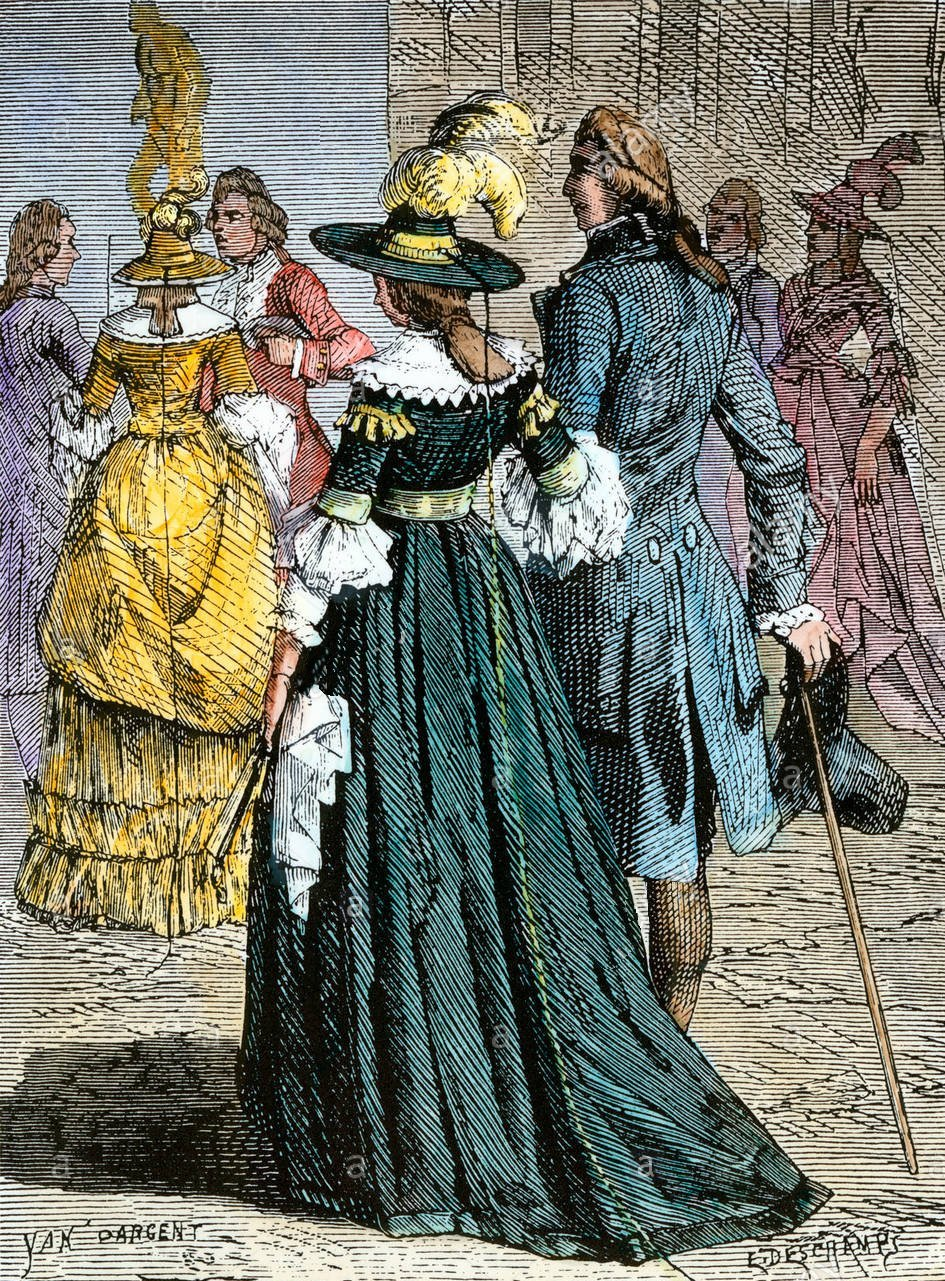
Ілюстрація жінки з капелюхом, обладнаним блискавкозахистом

У 1778 р. Бенджаміном були проведені експерименти, які перевіряли концепцію розміщення блискавичника над головою людини в середині аксесуара для захисту від ударів блискавки. Навколо жіночої шапки була поміщена ткана металева стрічка, а до стрічки прикріплений невеликий ланцюжок зі срібла. Ланцюжок спускався по спині дамської сукні і тягнувся по землі. Електрична енергія від удару блискавки по стрічці, теоретично, повинна рухатися вниз по ланцюгу і в землю, тим самим захищаючи володаря капелюха. Можливий захист, який пропонував цей тип капелюхів, зробив його популярним в Парижі модним трендом у 1778 році, а сам капелюх французькою отримав назву le chapeau paratonnerre («капелюх-блискавичник») .
Чоловіча версія 1778 року капелюха-блискавичника являла собою парасольку з вістрям що стирчало доверху. Металевий ланцюг звисав із стрижня по зовнішній поверхні парасольки та вільно спускався вниз на землю, таким чином забезпечуючи «канал» для блискавки. У французькій мові парасольки з блискавичником називали le parapluie-paratonnerre.
Французький лікар і письменник Клод Жан Во Делоне́ (Claude Jean Veau Delaunay) продемонстрував переносний, телескопічний блискавичник, довжиною у 6 метрів, призначений для використання людьми на відкритих територіях, наприклад, фермерами на своїх полях.
У жартівливій виставі «Le Palais de Cristal ou les Parisiens à Londres» («Кришталевий палац або парижани в Лондоні»), написаній з нагоди Великої виставки 1851 року Клервілем та Елеонором Тенале де Волебелем (під псевдонімом Жуля Кордьє), є сцена, що представляє варіант капелюха-блискавичника (chapeau paratonnerre) як «китайський винахід».